# Billy Graham (wrestler)
Eldridge Wayne Coleman, noto anche come "Superstar" Billy Graham, detto Billy Graham (Phoenix, 7 giugno 1943 – Phoenix, 17 maggio 2023), è stato un wrestler statunitense.
Durante la sua carriera ha vinto titoli importanti come il WWWF Heavyweight Championship, l'NWA World Tag Team Championship insieme a Pat Patterson e l'IWA World Heavyweight Championship. Nel 1996 è entrato nella Wrestling Observer Newsletter Hall of Fame e nel 2004 nella WWE Hall of Fame.
La popolarità di Graham era in gran parte basata sulle caratteristiche del suo personaggio, piuttosto che sulle sue abilità come wrestler. Il fisico muscoloso da culturista e il suo abbigliamento colorato e vistoso gettarono le basi per l'immagine di altri celebri wrestler come Jesse Ventura, Hulk Hogan, Scott Steiner e Triple H, tutti pesantemente influenzati dalla figura di Graham. Graham chiamava i suoi bicipiti pythons, come in seguito avrebbe fatto anche Hogan, e spesso recitava poesie e lunghi monologhi durante le interviste, seguendo l'esempio di Muhammad Ali.

## Inizi
Da ragazzo Coleman era un fervente cristiano e vinse diversi concorsi di culturismo. Spesso si esibiva in prove di forza durante gli incontri di preghiera evangelici per invogliare le persone a parteciparvi. Diventato adulto, Coleman iniziò a giocare a football americano come professionista militando nella American Football League per tre anni, dove giocò nelle file degli Houston Oilers e degli Oakland Raiders.

## Carriera nel wrestling

### Gli inizi

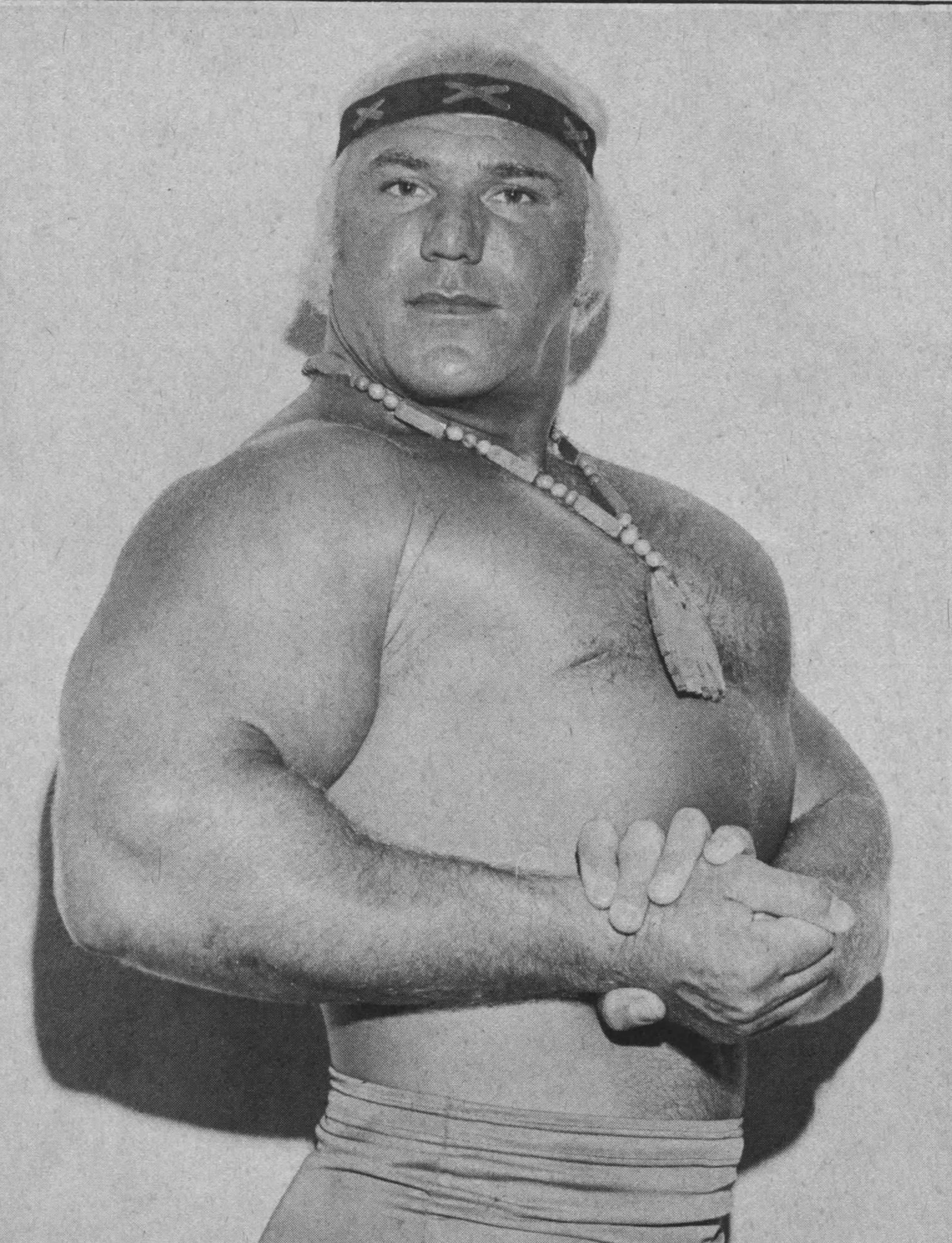
Billy Graham nel 1973

Mentre stava sostenendo un provino per entrare nella squadra canadese dei Calgary Stampeders, Graham venne incoraggiato da Bob Roop di provare ad allenarsi con Stu Hart nella sua compagnia Stampede Wrestling per diventare un lottatore. Nel 1970, dopo qualche tempo durante il quale lottò sotto il suo vero nome, Graham tornò in America e si affiliò alla National Wrestling Alliance (NWA) di Los Angeles formando un tag team con Dr. Jerry Graham e cambiando il suo nome (ring name) in Billy Graham, in omaggio all'omonimo celebre predicatore evangelico.
Nel 1972 la fama di Graham ebbe una vigorosa impennata durante la faida con Verne Gagne nella American Wrestling Association (AWA). Un altro degli avversari maggiori di Graham durante questo periodo fu Ric Drasin, un culturista lottatore che era stato uno dei partner di allenamento di Arnold Schwarzenegger.

### World Wide Wrestling Federation (1975–1978)

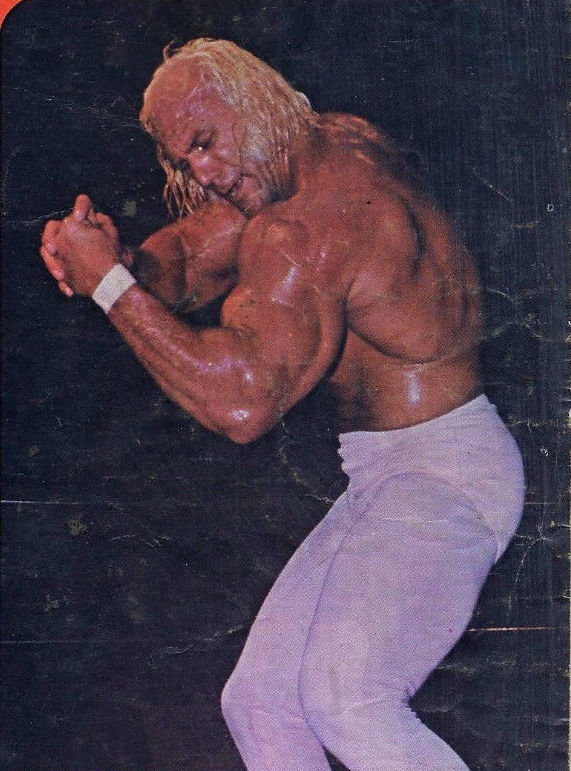
Superstar Billy Graham nel 1975

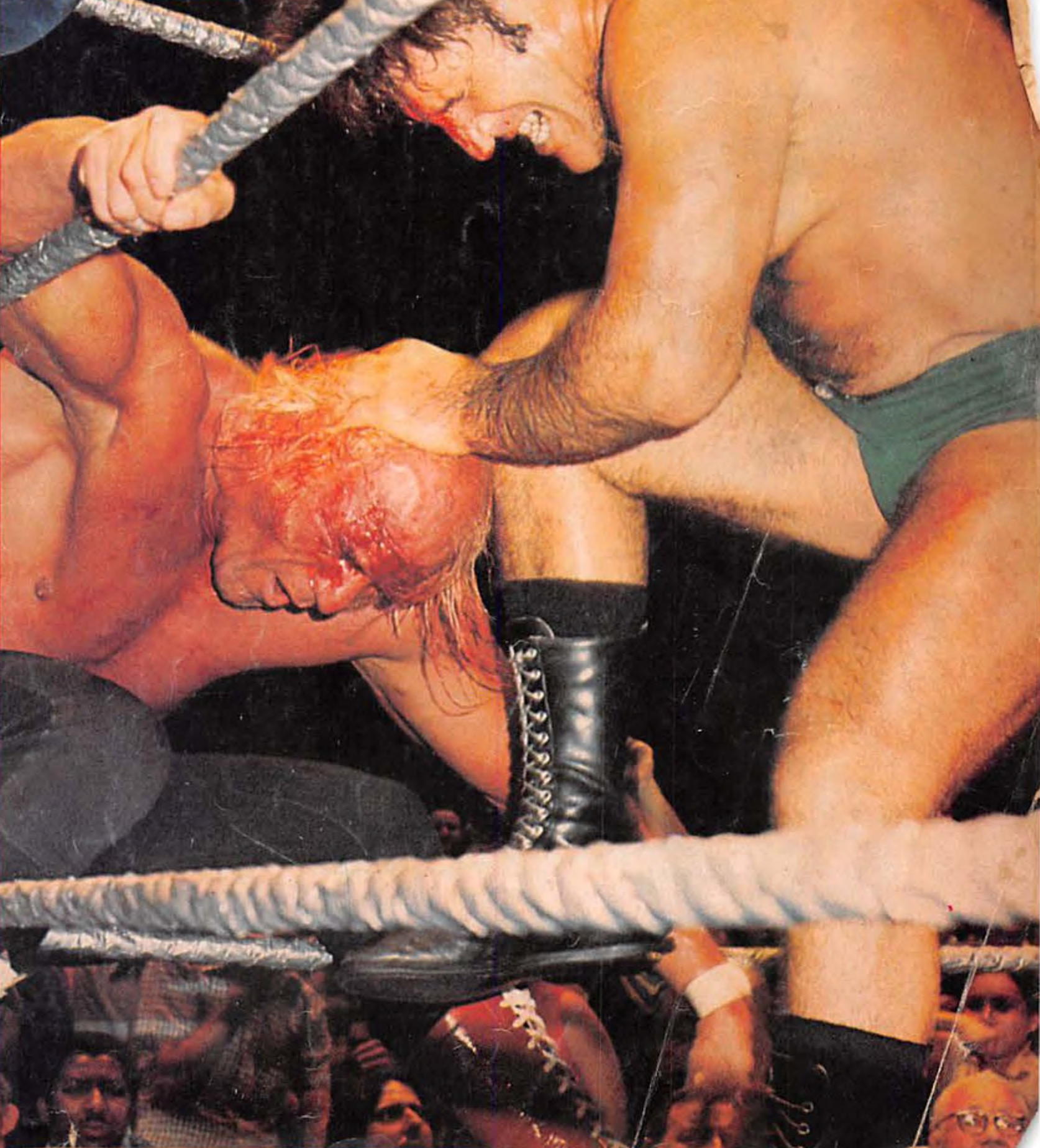
Un sanguinoso scontro tra Graham (sinistra) e Bruno Sammartino (destra), 1978 circa

Graham debuttò nella World Wide Wrestling Federation (WWWF) nel 1975, con al suo fianco The Grand Wizard come manager. Poco tempo dopo l'entrata nella federazione, Graham sconfisse Bruno Sammartino per il WWWF Heavyweight Championship il 30 aprile 1977, in un match svoltosi a Baltimora, nel Maryland. La vittoria del titolo da parte di Graham stabilì un precedente inedito: infatti di solito un wrestler heel ("cattivo") che vinceva un titolo importante nella WWWF lo perdeva immediatamente dopo in favore di un beniamino del pubblico, servendo solo da "campione di transizione" tra un face ("buono") e un altro. Invece Graham conservò il titolo del mondo per nove mesi e mezzo; per molti anni, il suo regno durato 296 giorni è stato il più lungo regno da campione mondiale di un heel nella storia della WWE. Ulteriore particolarità notevole era il fatto che il pubblico sembrava apprezzare ugualmente il personaggio di Graham anche se era un heel e spesso tifava per lui durante gli incontri.
Durante il regno da campione Graham lottò sia in America che in Giappone, scontrandosi con celebri wrestler come Bruno Sammartino, Jack Brisco, Dusty Rhodes, Pedro Morales, Don Muraco, Mil Máscaras e Riki Chōshū. Uno degli incontri più famosi di Graham ebbe luogo nel 1977 a Miami, Florida nella Orange Bowl contro l'allora NWA World Heavyweight Champion Harley Race in un match pubblicizzato come WWWF Heavyweight Champion vs. NWA World Heavyweight Champion che terminò dopo un'ora di combattimento in pareggio. Successivamente Graham perse il titolo mondiale contro Bob Backlund il 20 febbraio 1978.
Perso il titolo, Graham iniziò una faida con Ivan Koloff, colpevole secondo lui di averlo tradito, diventando così un face agli occhi del pubblico. Una delle rivalità più grandi di Graham fu quella che lo vide contrapposto a Dusty Rhodes, che culminò in un Texas Bullrope match. Graham lasciò la federazione poco tempo dopo questo match.

### Ritorno alla WWF (1982–1983)

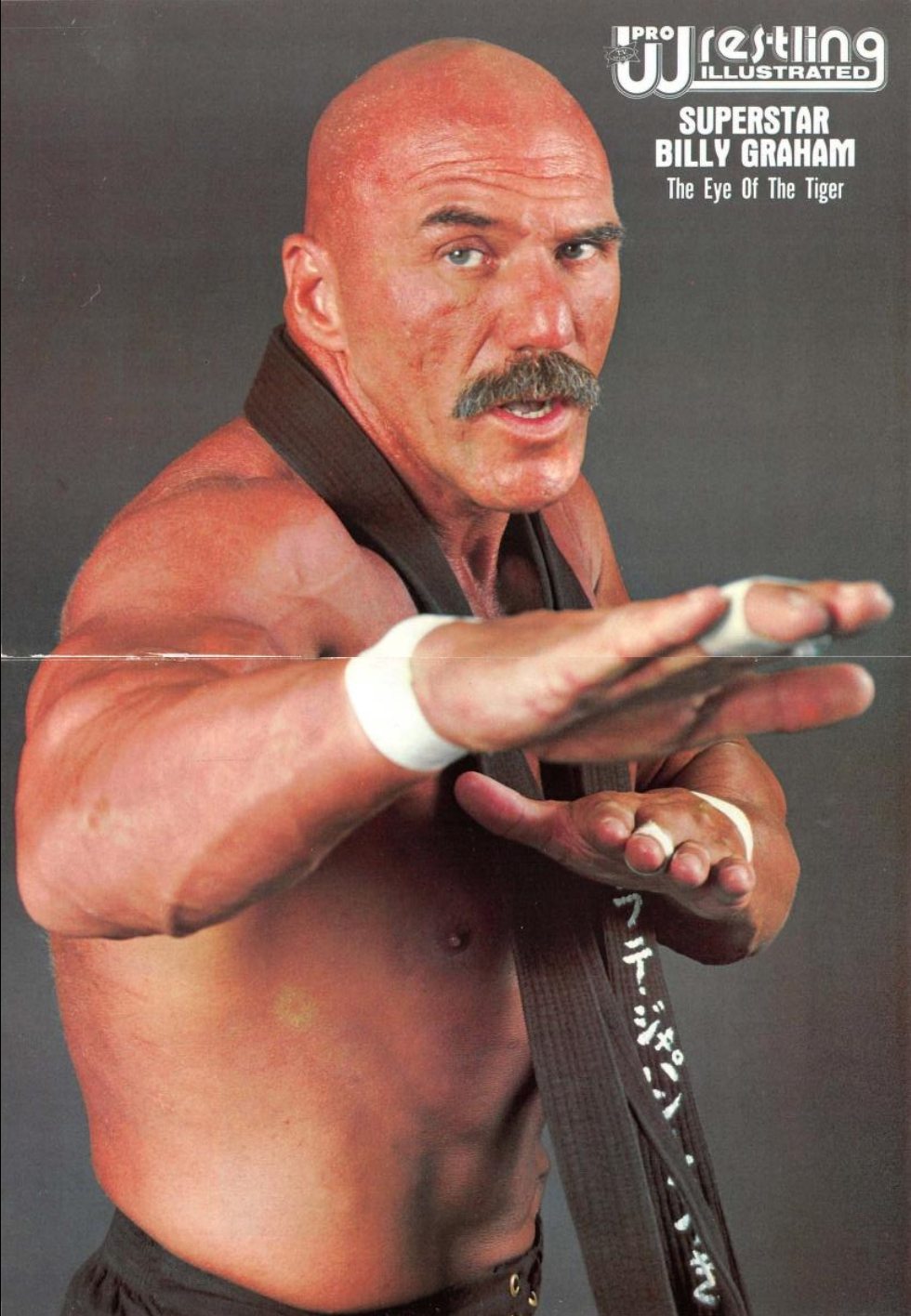
Nel 1983 Graham decise di cambiare totalmente look e personaggio in occasione del suo ritorno in WWF

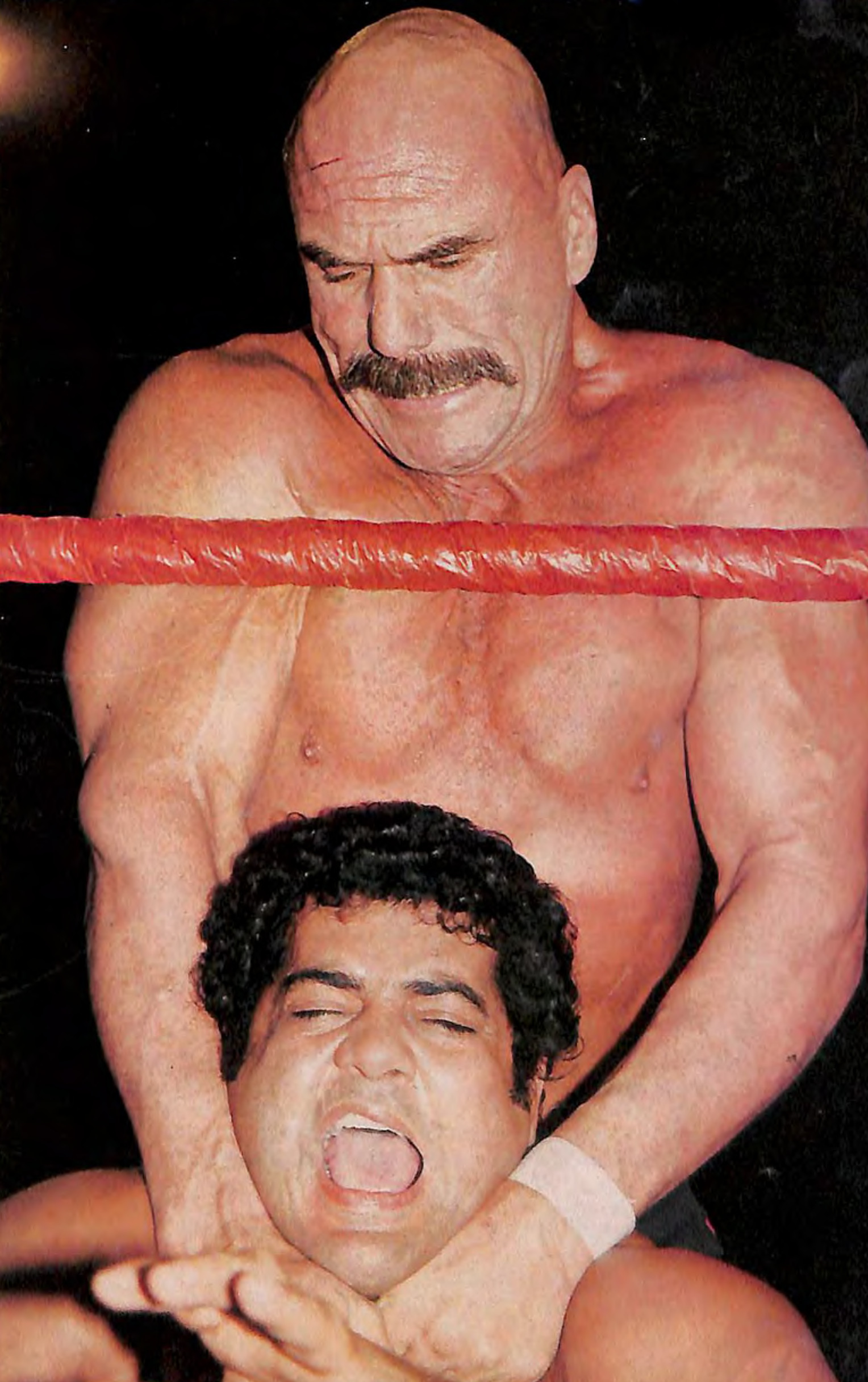
Graham (sopra) contro Pedro Morales (sotto), 1983 circa

Graham ritornò nella ora rinominata World Wrestling Federation (WWF) nel 1982. Ritornando nella federazione, Graham debuttò con un look completamente diverso, con il cranio completamente rasato e due baffoni enormi. Questa nuova gimmick da "cattivo" non ebbe però successo e Graham dichiarò in seguito di aver voluto ritirare il personaggio di "Superstar" Billy Graham a causa dei dissidi con Vince McMahon Sr. che voleva farlo diventare un "buono" a tutti i costi.
Graham sfidò Backlund per il WWF Championship, ma non fu in grado di vincerlo; per tutta risposta distrusse la cintura da campione di Backlund spezzandola letteralmente in due. Poco tempo dopo lasciò di nuovo la federazione.

### National Wrestling Alliance (1983–1986)
Dopo qualche match nella Championship Wrestling from Florida (CWF), dapprima come membro dell'Army of Darkness di Kevin Sullivan e poi come avversario del gruppo, Graham passò qualche tempo nella Jim Crockett Promotions (JCP), collaborando con Paul Jones nella faida con Jimmy Valiant. Fu durante questo periodo che Graham ritornò al suo vecchio look, facendosi crescere folte basette e tingendosi i baffi di biondo platino. Hulk Hogan si ispirò dichiaratamente al look di Graham in questo periodo per il suo successivo personaggio heel "Hollywood" Hogan nella World Championship Wrestling (WCW) degli anni novanta, come anche Scott Steiner per il suo personaggio "Big Poppa Pump" circa nello stesso periodo. In seguito Graham lottò nuovamente per la AWA, lavorando con Wahoo McDaniel e Ken Patera.

### Terzo ritorno alla WWF (1986–1988)
Graham tornò nuovamente nella WWF nel 1986, questa volta come beniamino del pubblico. Dopo qualche apparizione, gli fu diagnosticata una malattia degenerativa causatagli dall'abuso passato di steroidi. Ebbe bisogno di un trapianto d'anca e le immagini della convalescenza dall'intervento chirurgico vennero mostrate in televisione dalla WWF per sponsorizzarne il ritorno.
Graham ritornò a metà 1987 per iniziare una faida con Butch Reed durata qualche mese, ma i suoi problemi di salute peggioravano sempre più e non gli consentirono più di combattere. Fu ideata quindi una storyline nella quale One Man Gang pose fine alla carriera di Graham come wrestler, infortunandolo durante un match contro Reed. Don Muraco venne in aiuto di Graham e così Graham in seguito divenne il manager di Muraco.
Durante i successivi anni le condizioni di salute di Graham sono andate progressivamente peggiorando; si dovette sottoporre ad altri due interventi chirurgici nel 1990 e nel 1991 e fu costretto a poter camminare solo con l'ausilio di un bastone.

#### Polemiche con Vince McMahon
Nel 1992, all'apice dello "scandalo steroidi" che coinvolse la federazione di Vince McMahon, Graham andò in TV al The Phil Donahue Show rivelando che non solo lui stesso era stato un avido consumatore di steroidi, ma che anche quasi tutti i lottatori di wrestling ne facevano uso abbondantemente. Queste dichiarazioni causarono una disputa legale tra McMahon e Graham che durò per circa dieci anni.

## Vita privata

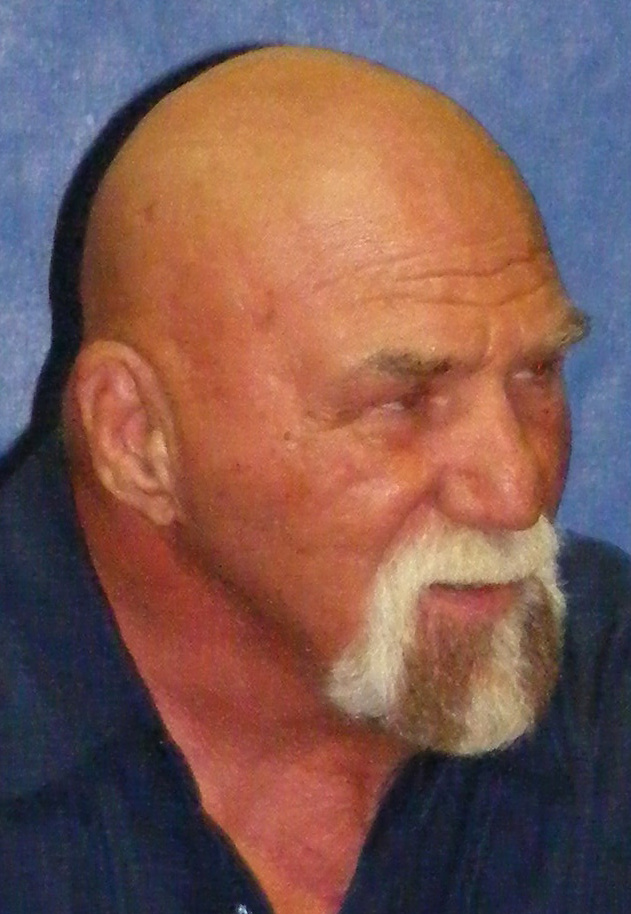
Graham nel 2008

Come afferma lui stesso nella propria autobiografia Tangled Ropes, Graham e sua moglie Valerie non poterono avere figli a causa dell'abuso di steroidi fatto in carriera da Graham, cosa che lo aveva reso sterile. Graham ha comunque due figli avuti da un precedente matrimonio: un figlio di nome Joey (nato nel 1975) e una figlia di nome Capella (nata nel 1972).
Negli ultimi anni Graham è stato ricoverato molte volte in ospedale per problemi connessi alla sua patologia degenerativa. Nel febbraio del 2012 è stato ricoverato in ospedale a causa di una polmonite e di un'infezione ad una gamba.

### Morte
Nel gennaio 2023 Graham fu ricoverato in ospedale a causa di un'infezione a un orecchio. In aprile le sue condizioni di salute peggiorarono; perse circa 36 kg ed era in cura per problemi ai reni, al cuore e ai polmoni. Graham morì il 17 maggio 2023, dopo essere stato collegato a un macchinario per il supporto vitale all'inizio di quella settimana. Aveva 79 anni.

## Lascito

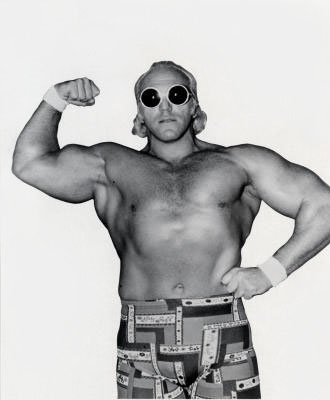
Il vistoso look di Graham negli anni settanta, influenzò generazioni di futuri wrestler

Anche se rimase principalmente un wrestler heel, nel corso della sua carriera [Graham] riuscì a mantenere la sua popolarità presso il pubblico, probabilmente grazie alla sua abilità, forza e personalità colorata ed eccentrica. Parlando della sua eredità culturale, Dave Meltzer di Wrestling Observer Newsletter scrisse: "Se non fosse stato per Billy Graham, questa industria [del wrestling] sarebbe stata molto differente." Molti lottatori basarono il proprio aspetto e lo stile di lotta su Billy Graham. Alcuni esempi sono Ric Flair, Austin Idol, Steve Austin, Scott Steiner, Triple H, Hulk Hogan e Jesse "The Body" Ventura. Graham fu anche famoso per il suo caratteristico uso della parola "brother" ("fratello") durante i suoi promo, riferendosi sia agli intervistatori sia ai wrestler avversari (cosa poi ripresa da Hulk Hogan in anni successivi).
Graham spesso tenne conferenze ai giovani atleti circa i pericoli degli steroidi. La sua autobiografia, Tangled Ropes, fu pubblicata dalla WWE il 10 gennaio 2006. La WWE pubblicò inoltre un DVD celebrativo della carriera di Graham, intitolato 20 Years Too Soon: The "Superstar" Billy Graham Story. Un altro DVD autobiografico, "Superstar" Billy Graham: Full Disclosure, uscì nel 2013 pubblicato dalla Seriocity Productions.

## Personaggio

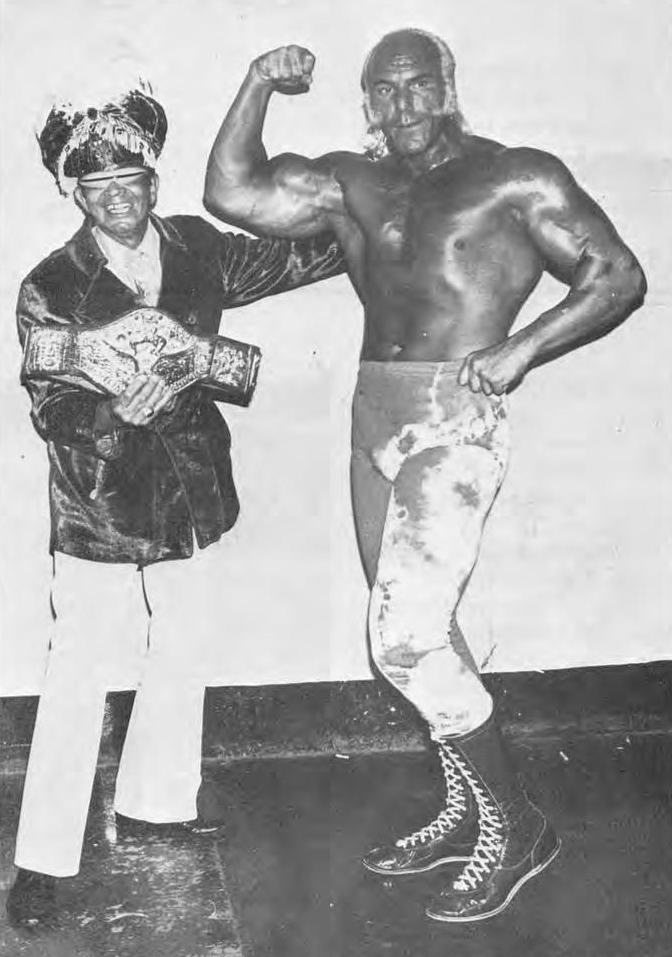
Graham insieme al manager The Grand Wizard

### Mossa finale
- Graham Bear (Bearhug)

### Manager
- Adnan El Kassey[16]
- The Grand Wizard[16]
- Oliver Humperdink[17]

### Soprannomi
- "Superstar"

### Wrestler allenati
- Don Muraco[18]

## Titoli e riconoscimenti
- Championship Wrestling from Florida
  - NWA Florida Heavyweight Championship (2)[19]
  - NWA Florida Tag Team Championship (1) – con Ox Baker[20]
  - NWA Southern Heavyweight Championship (Florida version) (1)[21]
- Continental Wrestling Association
  - CWA World Heavyweight Championship (1)[22]
- International Pro Wrestling
  - IWA World Heavyweight Championship (1)[23]
- NWA Big Time Wrestling
  - NWA Brass Knuckles Championship (Texas version) (3)[24]
- NWA Mid-Pacific Promotions
  - NWA Hawaii Heavyweight Championship (1)[25]
- NWA San Francisco
  - NWA World Tag Team Championship (San Francisco version) (2) – con Pat Patterson[26]
- Pro Wrestling Illustrated
  - Match of the Year (1977) contro Bruno Sammartino il 30 aprile
  - Match of the Year (1978) contro Bob Backlund il 20 febbraio
  - Most Hated Wrestler of the Year (1973)
  - 277º tra i 500 migliori wrestler singoli nella "PWI Years" (2003)
- Professional Wrestling Hall of Fame and Museum
  - Classe del 2009
- World Wide Wrestling Federation/World Wrestling Entertainment
  - WWWF Heavyweight Championship (1)[27]
  - Hulk Hogan Real American Award (1987)
  - WWE Hall of Fame (Classe del 2004)[28]
- Wrestling Observer Newsletter
  - Best Pro Wrestling Book (2006) con Keith Greenberg
  - Wrestling Observer Newsletter Hall of Fame (Classe del 1996)